# فعال‌سازی پیوند کربن–هیدروژن

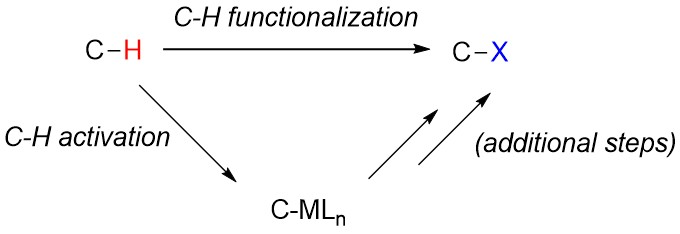
کلیات فرایند فعالسازی C-H

فعال‌سازی پیوند کربن-هیدروژن نوعی واکنش است که در آن پیوند کربن–هیدروژن شکسته می‌شود و با یک پیوند کربن-X جایگزین می‌شود که معمولاً به جای X می‌توان کربن، اکسیژن یا نیتروژن داشت. این عبارت معمولاً این مفهوم را می‌رساند که یک فلز واسطه درگیر این واکنش شده‌است.
سازوکار فعال سازی C-H سه ردهٔ کلی دارد: ۱) اکسایش افزایشی که در آن یک مرکز فلزی وارد پیوند کربن - هیدروژن می‌شود، پیوند را می‌شکند و فلز را اکسید می‌کند. (۲) فعالسازی الکترون دوستی که در آن یک بستر سرشار از الکترون دچار مکانیسم SeAr می‌شود.